# Carlos Luis de Ribera y Fieve
Carlos Luis de Ribera y Fieve (Roma, 1815 – Madrid, 14 d'abril de 1891), va ser un pintor espanyol del Romanticisme.

## Biografia

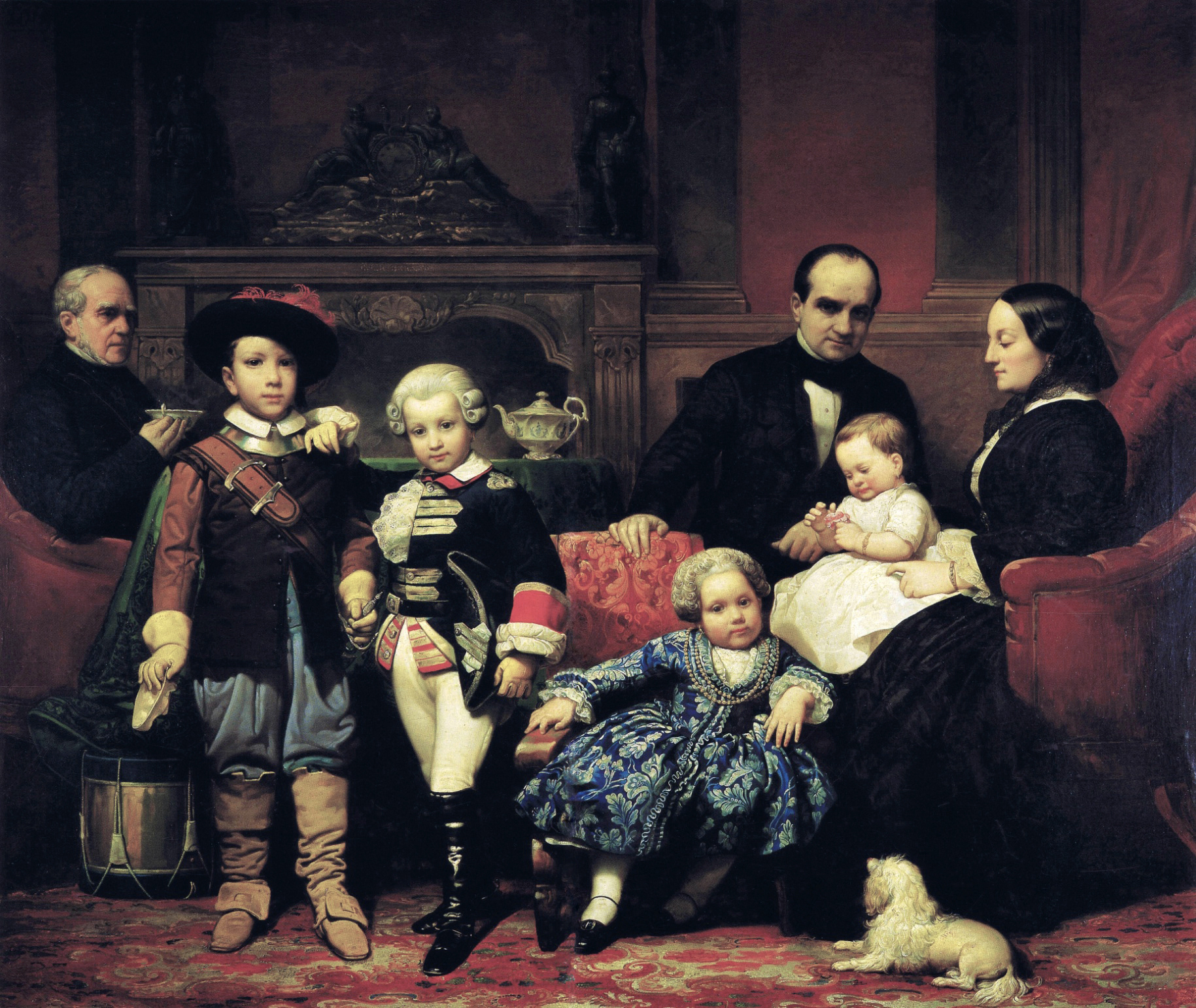
Familia de Don Gregorio López de Mollinedo (Col·lecció particular, Madrid, 1854). Mostra de la influència «delarochesca» a la pintura de Ribera, on destaquen les impressionants qualitats tàctils, la perfecció de dibuix, la fusió llum-color d'inapreciable i mil·limètrica pinzellada i la concepció quasi fotogràfica del conjunt.

Va ser fill del pintor Juan Antonio de Ribera y Fernández de Velasco. Van ser els seus padrins baptismals, els destituïts reis Carles IV i Maria Lluïsa. El 1830, amb la seva pintura Vasco Núnez de Balboa va aconseguir un primer premi de la Reial Acadèmia de Belles Arts de Sant Ferran, on es va instruir, completant la seva formació com a pensionat a Roma i París, a on va estudiar amb Paul Delaroche.

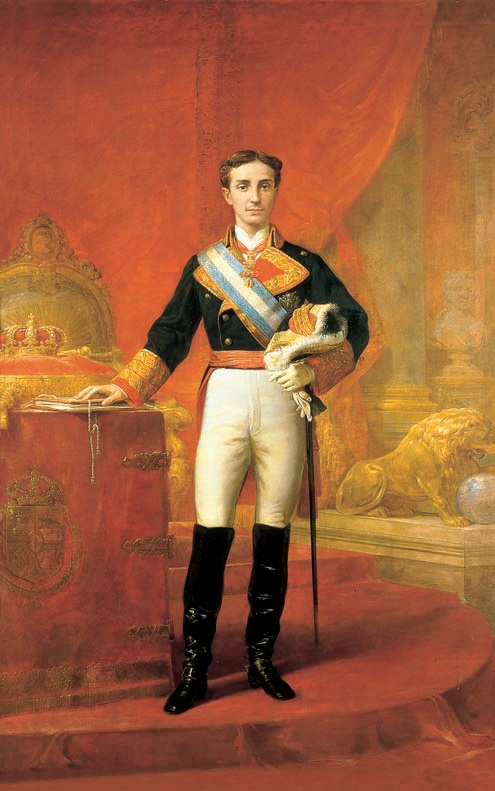
Retrat d'Alfons XII amb disset anys (Banc d'Espanya, Madrid, 1874).

Va cultivar el tema històric amb quadres com Don Rodrigo Calderón camino del cadalso i La Toma de Granada por los Reyes Católicos; i també el religiós com La conversión de San Pablo, La Asunción de la Virgen. Va decorar l'interior del Palau de les Corts (1850) i de l'església de San Francisco el Grande, destacant alhora com fidelíssim retratista, propugnant una pictòrica tardo-romàntica fonamentada en el dibuix, en la contenció de la forma i en criteris postclàssics franco-acadèmics i del purisme cortesà. En aquest cas, en contraposició junt amb Federico de Madrazo y Kuntz davant els esdevenirs romàntics -tècnicament, que no als conceptes-, a més a més de la de la influència d'Ingres destacala del seu mestre Paul Delaroche, qui, com a pintor romàntic dintre del classicisme, era un espectacular retratista amb una gran qualitat de dibuix, amb colors contrastats i resseguiments perfectes en silueta, a més a més amb un acabat tècnic de pinzellada que fa imperceptible els tocs de pinzell. Encara que creacions del deixeble com l'aconseguidíssim retrat de conjunt de La Familia de Don Gregorio López de Mollinedo, ofereixen un caràcter íntim-romàntic que és el mateix que reflectiria en obres de caràcter històric de gran format com les anteriorment esmentades.

## Honors
El 23 de març de 1845, és nomenat professor agregat de l'Acadèmia de Belles Arts de Sant Ferran. Sobre la base dels seus mèrits se li concedeix el grau de cavaller de la Reial i Distingit Orde Espanyol de Carles III, el 15 de desembre de 1860, i al febrer de 1861 és substituït per Joaquim Espalter i Rull com a professor numerari de «Antiguo y Ropajes de la Escuela Superior». A més a més, va ser condecorat amb la gran creu de l'Orde d'Isabel la Catòlica, que se li va concedir per decret de 27 d'agost de 1870. Durant anys, des de 1878, participa com a membre de jurat per part de la Reial Acadèmia, i als anys 1883, 1886 i 1888 per part del Ministeri d'Estat per atorgar la pensió a Roma en temes de Pintura, Pintura d'història, i Gravat en buit. Va exercir el càrrec de pintor de cambra de la reina Elisabet II d'Espanya, va ser conseller d'Instrucció Pública i director de l'Acadèmia de Sant Ferran.

## Obra pictòrica al Museu del Prado
- Isabel II, niña (1830-1840)
- La infanta Isabel Fernandina de Borbón (1855-1860)
- Portrait of a Lady with her Son (1849)
- Magdalena Parrella y Urbieta and her Daughter, Elisa Tapia y Parrella

 (1850

## Galeria

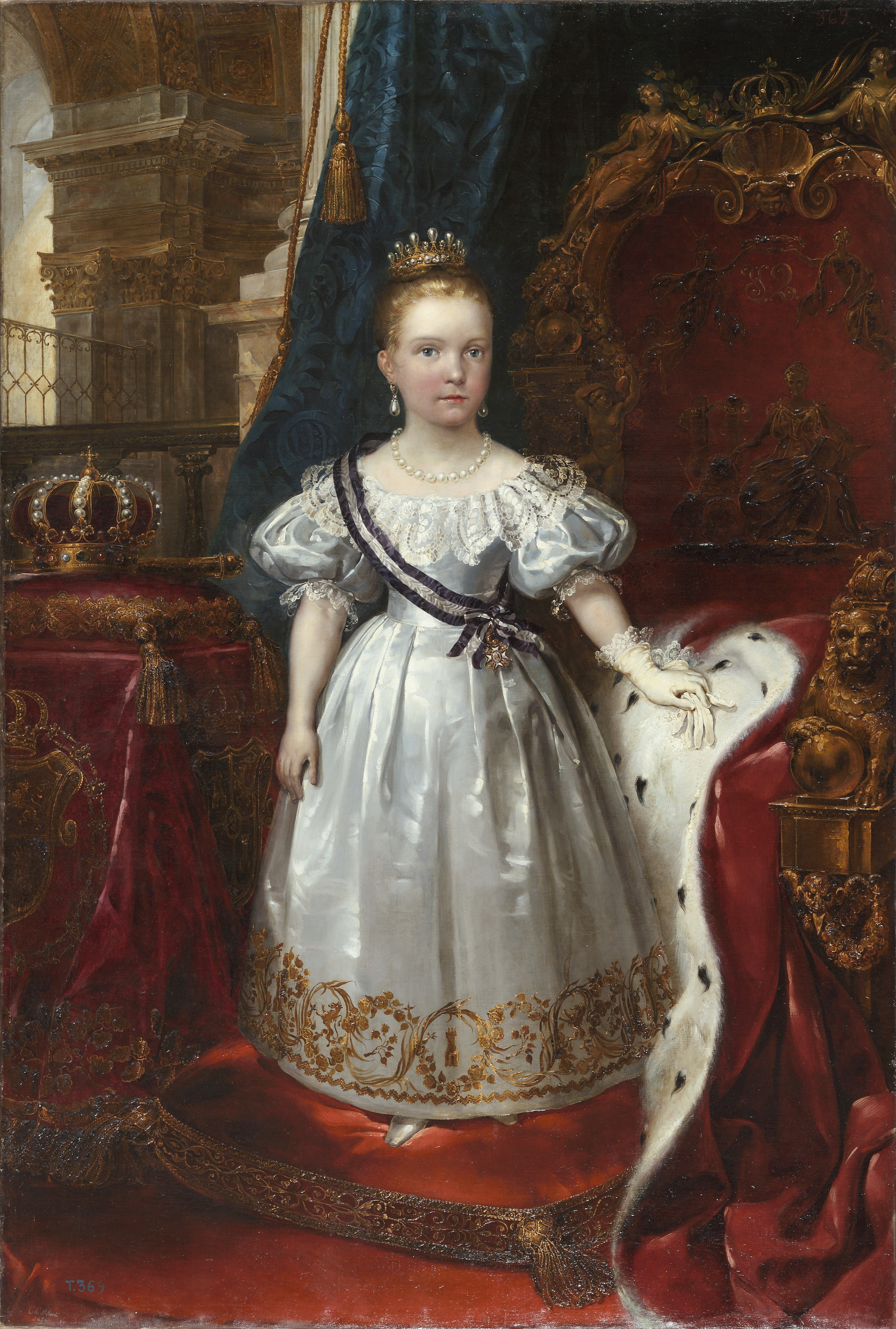
Isabel II, niña (Prèstec al Museu del Romanticisme)
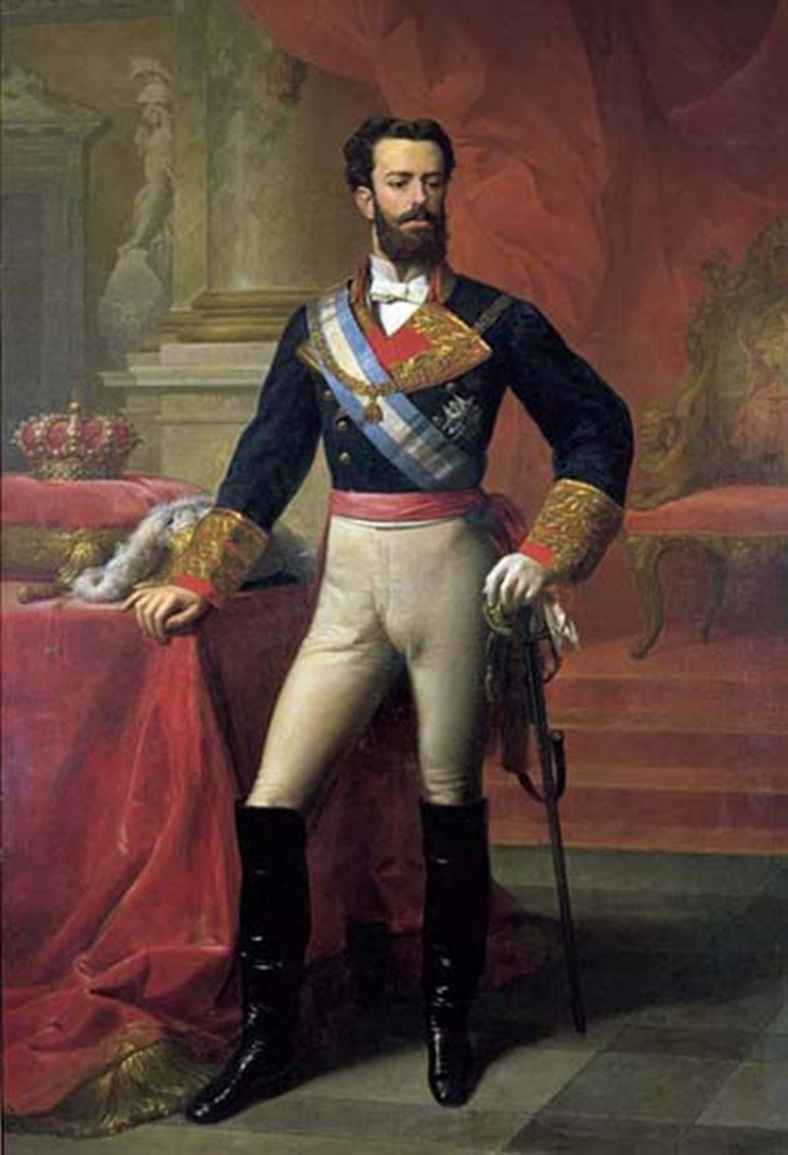
Retrato de Amadeo I de España Banc d'Espanya. Madrid
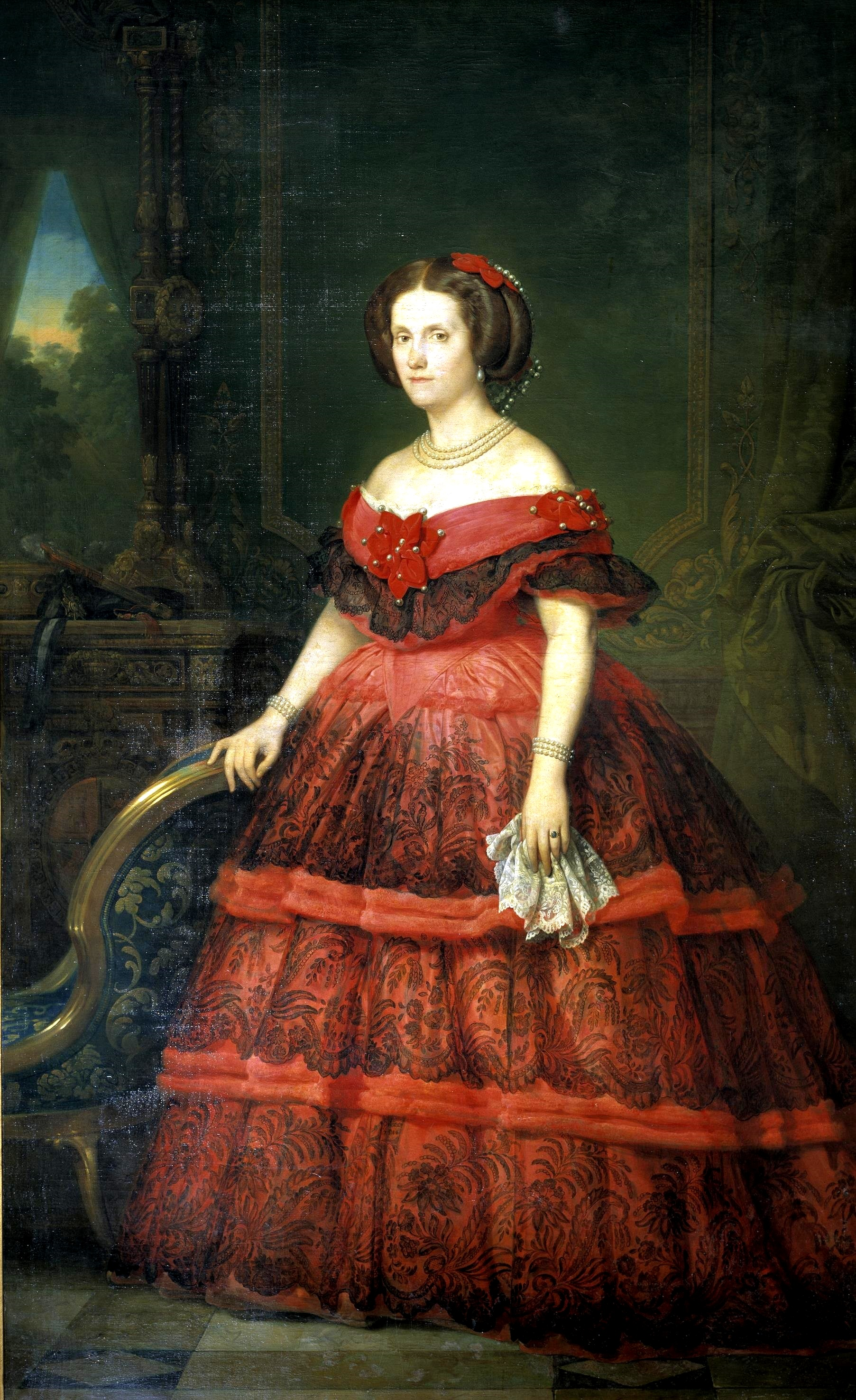
La infanta Isabel Fernandina de Borbón Museu del Prado
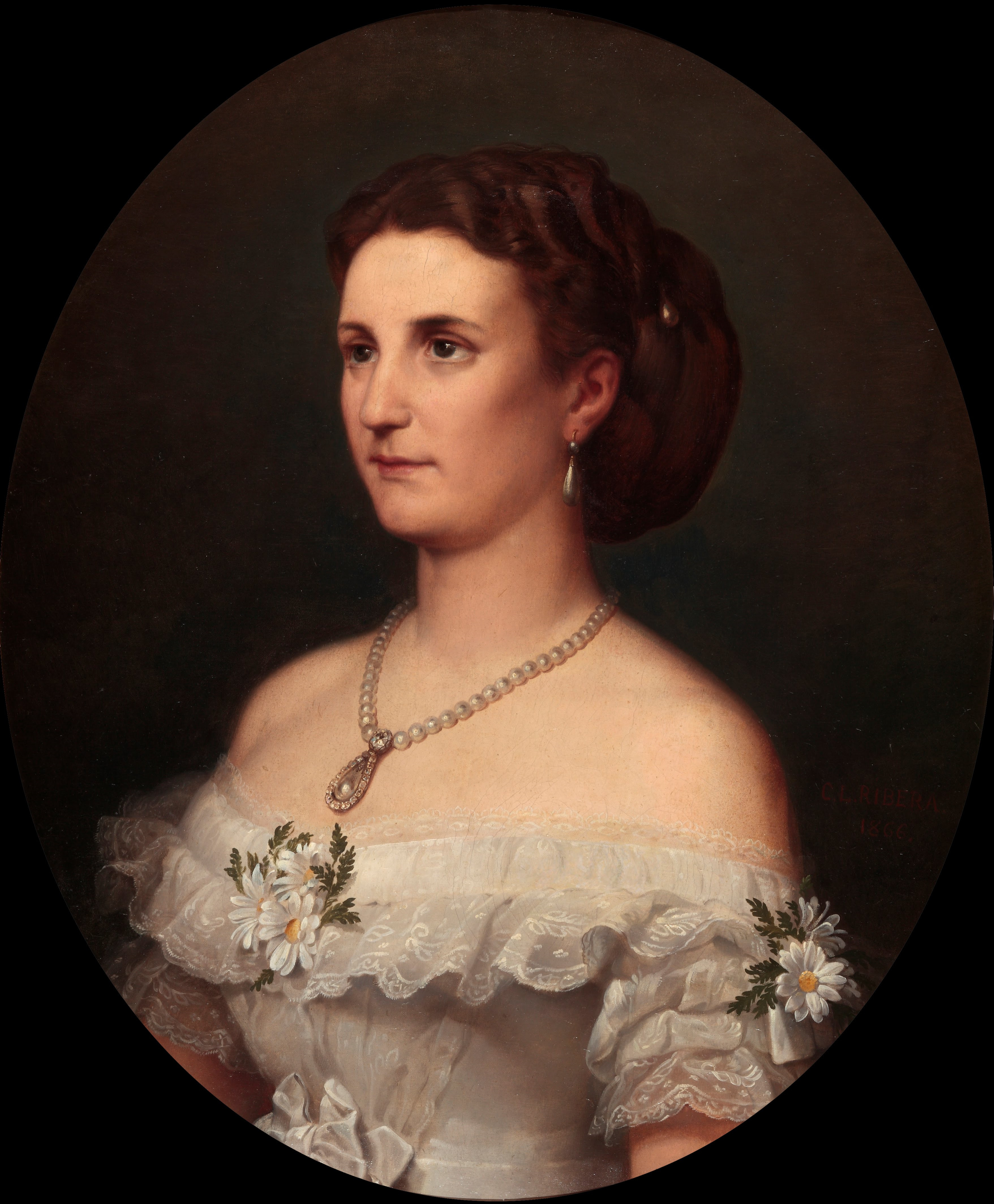
María Leonor Salm-Salm, Duquesa d'Osuna. Museu del Romanticisme